# میلواکی الکتریک تول
میلواکی الکتریک تولز (به انگلیسی: Milwaukee Electric Tool) یک شرکت آمریکایی است که ابزارهای برقی را توسعه، تولید و به بازار عرضه می‌کند. این یک برند و زیرمجموعه صنایع تکترونیک، یک شرکت مستقر در هنگ کنگ، همراه با آاگ، ریوبی، شرکت هوور، دیرت دویلاست. این شرکت ابزارهای برقی سیمی و بی‌سیم، ابزار دستی، انبردست، اره دستی، برش، پیچ گوشتی، تریم، چاقو و کیت‌های ترکیبی ابزار را تولید می‌کند. این شرکت از سال ۲۰۱۶ بزرگترین تأمین کننده ابزارهای برقی بی‌سیم در آمریکای شمالی است که بوش در رتبه دوم و استنلی بلک اند دکر در رتبه سوم قرار دارند.